# Irina Ilariovna Vorontsova-Dashkova
Irina Ilariónovna Vorontsova-Dáshkova (2 de diciembre de 1872-3 de enero de 1959) fue una condesa, dama de compañía y enfermera rusa. Se destacó por sus labores comunitarias por las que fue condecorada en con tres Medallas de San Jorge.

## Biografía
Irina Ilariónovna fue la cuarta hija del matrimonio conformado por conde y virrey del Cáucaso Ilarión Ivánovich Vorontsov-Dáshkov y la condesa Elizaveta Adréievna Shuválova. 
Su infancia transcurrió junto con sus hermanos en la finca familiar de Riazán, su educación fue muy esmerada para la época y desde pequeña estuvo rodeada de profesores y maestros extranjeros. Debido a la proximidad de sus padres con el zar Alejandro III y la zarina los hermanos Vorontsov-Dáshkov servían como compañeros de juego del zarévich Nicolás. 
Irina, al igual que su madre, al crecer ingresó a la corte palaciega como dama de compañía de la zarina. En el palacio conoció al conde Dmitri Serguéievich Sheremétev que servía en el Regimiento Preobrazhenski, Sergei era hijo del conde Sergei Dimitrievich Sheremetev y la princesa Ekaterina Pávlovna Viázemskaya. El compromiso se hizo público el 11 de junio de 1891 y la boda se realizó el 10 de enero de 1892 en la iglesia de Santa Bárbara, al festejo acudieron varios miembros de la familia imperial y destacadas personalidades de la nobleza rusa, así como políticos, funcionarios y militares. 
El matrimonio se instaló en una finca cerca de Moscú hasta el año 1909 cuando el zar Nicolás II regaló a la pareja una casa de campo cerca de Massandra en Crimea. Al iniciarse la Primera Guerra Mundial el conde Dmitri fue enviado a luchar en Polonia mientras Irina servía como enfermera en los hospitales del campo de batalla, su acto de heroísmo fue reconocido por el propio zar el 25 de octubre de 1914 cuanto se le otorgaron tres Medallas de San Jorge al valor y la victoria. 
Los acontecimientos de la Revolución Rusa obligaron a la familia Sheremétev a abandonar Moscú en marzo de 1917, poco tiempo después se instalan en Crimea donde los varones de la familia sirven al Ejército de Voluntarios del Movimiento Blanco. Finalmente la familia abandona Crimea en abril de 1919 a bordo de un barco británico con destino a Malta, más tarde se trasladan a París y luego a Italia. 
Irina y su esposo sirvieron en el exilio como miembros y dirigentes de las distintas sociedades de nobles rusos creadas en Francia e Italia. Irina falleció 3 de enero de 1959 en Roma y fue sepultada en el Cementerio no católico de la ciudad, también conocido como cementerio protestante. 

## Matrimonio e hijos
Irina Ilariónovna Vorontsova-Dáshkova contrajo matrimonio 10 de enero de 1892 con el conde Dmitri Serguéievich Sheremétev, de este matrimonio nacieron 8 hijos: 
- Elizaveta Shereméteva (1893-1974), casada en primeras nupcias con el príncipe Borís Leonídovich Viázemski y en segundas nupcias con el conde Serguéi Aleksándrovich Chernyshov-Besobrasov
- Ekaterina Sherémeteva (1894-1896)
- Irina Shereméteva (1896-1965), casada con el conde Gueorgui Dmítrievich Mengden
- Serguéi Sheremétev (1898-1972)
- Praskovia Shereméteva (1901-1980), casada con el Gran Duque de Rusia Román Románov
- María Shereméteva (1902-1919)
- Nikolái Sheremétev (1904-1979), casado con la princesa Irina Yusúpova, hija de Irina Aleksándrovna Románova
- Vasili Sheremétev (1906-1986), casado con Darya Borísovna Tatíscheva

## Distinciones honoríficas
- Medalla al mérito civil de San Jorge.